# Централни Онтарио
Централни Онтарио (енгл. Central Ontario), је секундарни регион јужног Онтарија у канадској провинцији Онтарио који се налази између Џорџијан беја и источног краја језера Онтарио.
Централно онтаријски регион је по попису из 2016. године имало популацију од 1.123.307 становника, међутим, овај број није укључивао велики број становника сезонских викендица, који у највеће доба године повећавају ову популацију на знатно више од 1,5 милиона. Иако има много малих и средњих урбаних центара, већи део Централног Онтарија је покривен фармама, језерима (са слатководним плажама), рекама или ретко насељеним шумским земљиштем на јужној ивици Канадског штита.

## Дефиниције
Централни Онтарио се налази унутар примарног региона Јужног Онтарија, што га географски смешта у јужно-централни део провинције. Иако се већина пописних одељења (које у Онтарију имају облик округа, регионалних и окружних општина, територијалних округа и неких градова) на јужно-централном нивоу провинције обично се групишу као посебан секундарни покрајински регион, скоро све имају припадност или оријентацију ка другим примарним или секундарним покрајинским регионима на северу, југу и истоку.
Територијални или судски округ Пери Соунда и општина округа Мускока су географски унутар Централног Онтарија, али се њима управља као делом примарног региона Северног Онтарија од стране федералних програма економског развоја због посебних економских околности ових округа. Пери Саунд, али не и Мускока, такође је административно класификован са проширеним примарним регионом Северног Онтарија од стране покрајинске владе из разлога сличних онима на савезном нивоу. Јужни део територијалног или судског округа Ниписинг лежи у централном Онтарију који се географски простире све до реке Матава. Међутим, као и Мускока и Пери Саунд, цео Ниписинг се административно третира као део северног Онтарија.
Окрузи Греј и Брус могу повремено бити укључени у централни Онтарио јер су близу или северно од 44 степена географске ширине, али се много чешће третирају као део југозападног Онтарија. Они су такође део области Џорџанског троугла, који обухвата делове централног и југозападног Онтарија. Даље на исток, на приближно истој географској ширини, окрузи Симко, Питерборо и Нортамберленд и град Каворта језеро такође имају јужну оријентацију као део региона Велике златне потковице са центром око западног краја језера Онтарио.
Даље према истоку, округ Хејстингс и округ Принц Едвард могу се сматрати делом Централног Онтарија од стране различитих извора, али су чешће укључени у секундарни регион Источног Онтарија, углавном зато што деле исте телефонске позивне бројеве (613 и 343), имају боље транспортне везе до овог региона, и део су области покривања медија из области Кингстон. Ово оставља округ Халибуртон као једини пописни одсек у Централном Онтарију који нема никакве везе са било којим другим секундарним покрајинским регионима Онтарија.

## Географија
Канадски штит се протеже преко северног дела Централног Онтарија, рекреативног подручја са много повећаним летњим становништвом, укључујући дивљину покрајинског парка Алгонкуин. Језера и реке у овом крају, које се често називају „земља викендица“, пуне су бројних викендица, од којих су неке сезонске, али последњих година постоји растући тренд да се неке од ових „летњиковаца“ користе као резиденције током целе године. Разлози се налазе у обиљу бројних фактора, рекреације на отвореном, бејби-бум популације пензионера, повећаних локалних услуга и побољшане бежичне комуникације.
Водни пут Трент-Северн, изграђен током година средином 19. века, обухвата централни Онтарио преко низа бродских преводница, повезујући Џорџијски залив са језером Онтарио, улазећи у залив у луку Северн и у језеро Онтарио на реци Трент у заливу Квинте у Трентону (приступ језеру Онтарио такође се може остварити коришћењем канала Мареј). Заобилазећи многе брзаке, овај пловни пут користе наутичари и риболовци током летњих месеци.
Дуж северне ивице Централног Онтарија, налазе се неке од највиших узвишења у јужном Онтарију. Ове висије су позната као висије Опеонго, а протежу се и на делове источног Онтарија.

## Клима
Клима овог подручја је влажна континентална клима са великим сезонским варијацијама које су донекле контролисане Великим језерима. Лета су топла и влажна (понекад врућа), али су краћа него јужније, са углавном хладнијим ноћима. Зиме су хладне са значајним снежним падавинама, неке области снежног појаса добијају у просеку преко 300 cm (120 in.) годишње. Јаке летње олује су такође уобичајене, посебно у округу Симко који за Онтарио има високу учесталост торнада и био је место злогласног торнада Бари 1985.